# 850년대
850년대는 850년부터 859년까지를 가리킨다.